# Petre Vancea
Petre Vancea (n. 27 iunie 1902, Rudari, astăzi comuna Izvoare, județul Dolj – d. 19 decembrie 1986, București) a fost un medic român oftalmolog, profesor la Facultatea de Medicină din Iași și la Facultatea de Medicină din București, membru corespondent al Academiei Române din 1963.

## Biografie
Petre Vancea a urmat școala primară și o parte din gimnaziu în satul natal, înscriindu-se apoi la Liceul „Carol I" și, din 1918, la Liceul Militar „Dimitrie Sturza" din Craiova. Studiile universitare, începute la Facultatea de Medicină din București (1920), le continuă la Cluj, unde în 1925 obține licența. Se specializează în oftalmologie la Clinica Oftalmologică din Cluj și începe cariera universitară ca preparator în 1923, ajungând conferențiar în 1938. Este numit profesor la Institutul de Medicină și Farmacie din Iași, unde activează între 1940-1963, și apoi la Institutul de Medicină și Farmacie din București (1963-1969).
Petre Vancea a fost ales membru corespondent al Academiei Române în 1963 și al Academiei de Științe Medicale în 1969. A fost, de asemenea, membru al Academia germană de științe Leopoldina din Halle din 1969 și membru în alte societăți științifice internaționale.

## Activitatea literară
Petre Vancea a scris cărți de evocări, memorii, amintiri de călătorie și texte de popularizare a științei: Din nou lumină (1979), Permanențe (1983), Călătorii în clarobscur (1984), Permanenta reîntoarcere (1987, apărută postum).